# Shawkan
Mahmoud Abou Zeid, dit Shawkan (en arabe : محمود أبو زيد et شوكان), est un photojournaliste égyptien né vers 1987, connu pour avoir été emprisonné sans motif par le pouvoir égyptien de 2013 à mars 2019. 

## Biographie

### Jeunesse et carrière
Mahmoud Abou Zeid s'initie à la photographie durant ses études secondaires puis intègre une académie de photo au sein d'un média algérien. Il poursuit comme photojournaliste pour le journal Al-Ahram à Alexandrie avant de se mettre à son compte et d'adopter le pseudonyme « Shawkan ». En avril 2010, il rejoint l'agence de photographie londonienne Demotix : il couvre l'actualité culturelle et généraliste du pays, avant de travailler sur les manifestations au Caire durant la révolution égyptienne de 2011. Ses photographies sont diffusées dans des magazines et journaux étrangers, tels Time ou Die Zeit.

### Arrestation et détention
Le 14 août 2013, alors qu'il couvre la violente dispersion par les forces de sécurité des partisans de l'ex-président Mohamed Morsi — le massacre de la place Rabia-El-Adaouïa —, Shawkan est arrêté, ainsi que deux autres journalistes : le photographe français Louis Jammes et le reporter américain Mike Giglio. Tandis que ces derniers sont rapidement libérés, le photographe égyptien demeure en détention ; selon Louis Jammes, les autorités l'ont assimilé à tort aux Frères musulmans,.
En décembre 2015, après plus de deux ans de détention dans la prison de Tora, il doit être jugé en même temps que 738 autres détenus (poursuivis pour tentative de meurtre, détention d'armes en vue de troubler la tranquillité publique, atteinte à la Constitution, appartenance à un groupe interdit — à savoir les Frères musulmans —, dégradation de la propriété privée et publique), sans que les charges qui pèsent contre lui ne soient clairement indiquées ; le procès est cependant reporté, alors que son enfermement dépasse la durée légale de deux ans de détention provisoire. Une lettre ouverte appelant à sa libération, signée par une quarantaine de journalistes et militants des droits humains, est adressée au président Abdel Fattah al-Sissi, sans résultat.
De nouvelles audiences ont lieu en août et décembre 2016, malgré les preuves apportées de la qualité de journaliste de Shawkan et de sa non-appartenance aux Frères musulmans ; il risque alors la peine de mort. Par ailleurs, le photographe se voit refuser tout accès aux soins médicaux alors qu'il est atteint d'une hépatite C. Le cas de Mahmoud Abou Zeid, parmi d'autres prisonniers d'opinion, fait l'objet d'une campagne de l'ONG Amnesty International et la presse rapporte que trente journalistes sont emprisonnés en Égypte. En novembre de la même année, le Comité pour la protection des journalistes lui décerne le Prix international de la liberté de la presse.
En 2017, Amnesty International rapporte que la famille du photographe, alors âgé de 30 ans, s'inquiète de la dégradation de son état de santé (morale et physique) : il serait tantôt en fauteuil roulant, tantôt incapable de maintenir la position assise. Selon l'ONG, depuis l'incarcération de Shawkan, plus de quarante audiences de son procès « de masse » ont été ajournées. Amnesty International reproche également au président français Emmanuel Macron son « silence complice » sur la question des droits de l'homme lors de la venue du président égyptien Abdel Fattah al-Sissi à Paris, en octobre.
Le 23 avril 2018, l'Organisation des Nations unies pour l'éducation, la science et la culture (Unesco) décerne à Mahmoud Abou Zeid le Prix mondial de la liberté de la presse 2018, en indiquant que son arrestation et sa détention sont « contraires aux droits et libertés garantis par la Déclaration universelle des droits de l’homme et au Pacte international relatif aux droits civils et politiques » ; cette décision provoque le mécontentement du pouvoir égyptien.

### Condamnation
Le 8 septembre 2018, Mahmoud Abou Zeid est condamné à cinq ans d'emprisonnement, lors d'un procès qui voit aussi la condamnation à mort de soixante-quinze autres prévenus. Cette peine couvre les cinq ans et vingt-cinq jours de détention préventive du photographe. Il est finalement libéré sous contrôle judiciaire (qui lui impose de dormir en prison) le 4 mars 2019, en même temps que certains détenus condamnés comme lui à cinq ans de prison lors du même procès,.